# NGC 435
NGC 435 ist eine Spiralgalaxie vom Hubble-Typ Scd im Sternbild Cetus südlich der Ekliptik. Sie ist schätzungsweise 462 Millionen Lichtjahre von der Milchstraße entfernt und hat einen Durchmesser von etwa 150.000 Lichtjahren.

Im selben Himmelsareal befinden sich u. a. die Galaxien NGC 445, IC 83, IC 84.
Das Objekt wurde am 23. Oktober 1864 von dem deutschen Astronomen Albert Marth entdeckt.